# Sitophylace
Les sitophylaces [en grec ancien σιτοφύλαξ] ou  sont des magistrats commerciaux, désignés par tirage au sort, de la démocratie athénienne. On en dénombre 35, qui sont chargés de l'organisation du commerce de céréales, essentiellement du blé.